# Dux tractus Armoricani et Nervicani

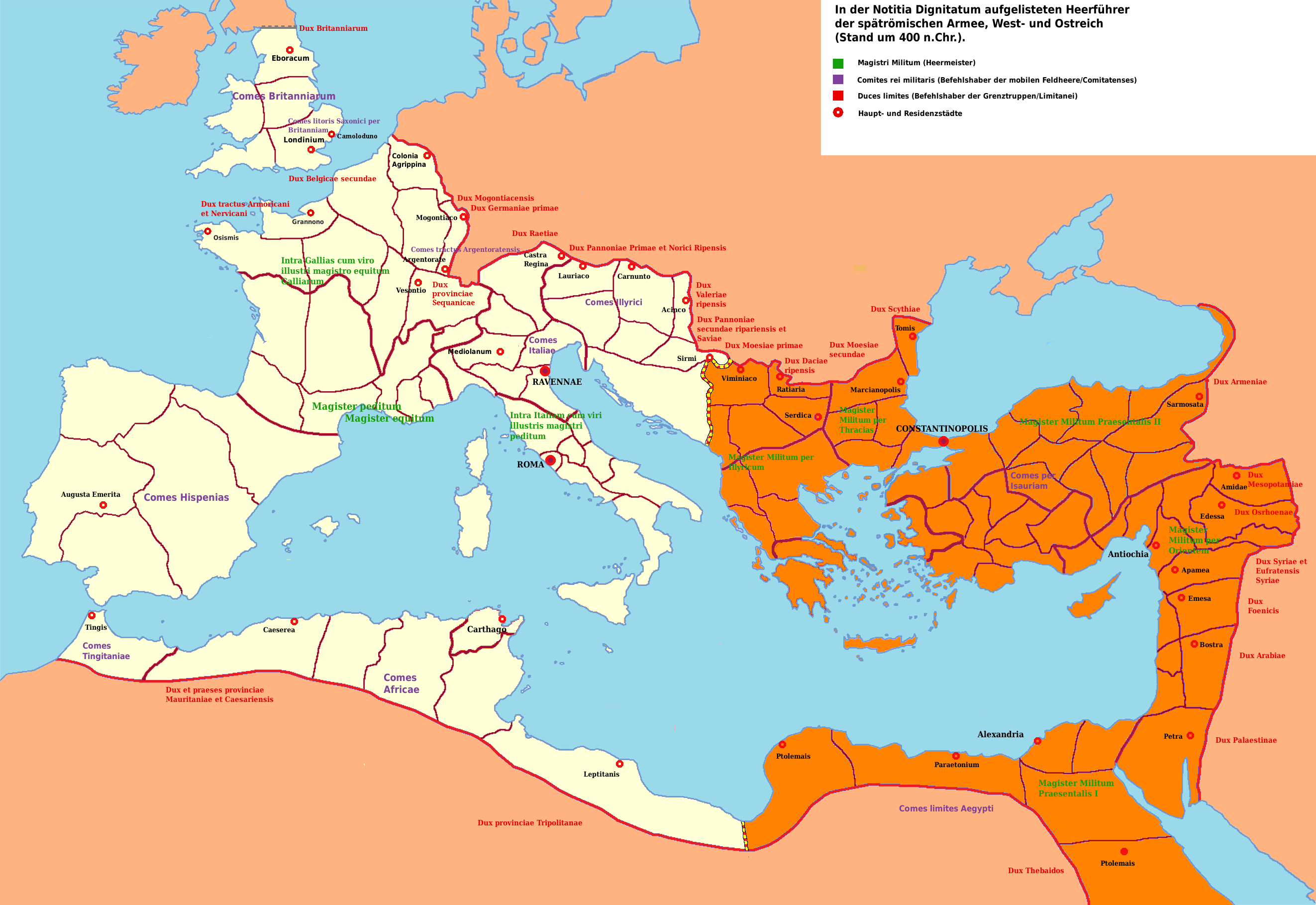
Heerführer der Comitatenses und Limitanei im 5. Jahrhundert n. Chr.

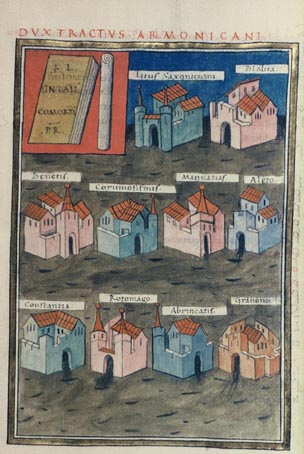
Notitia dignitatum: Die Kastelle und Festungsstädte Blabia, Benetis, Corumosismis, Mannatias, Aleto, Constantia, Rotomago, Abrincatis und Grannono am gallischen litus Saxonicum, die unter dem Kommando des Dux tractus Armoricani et Nervicani standen.

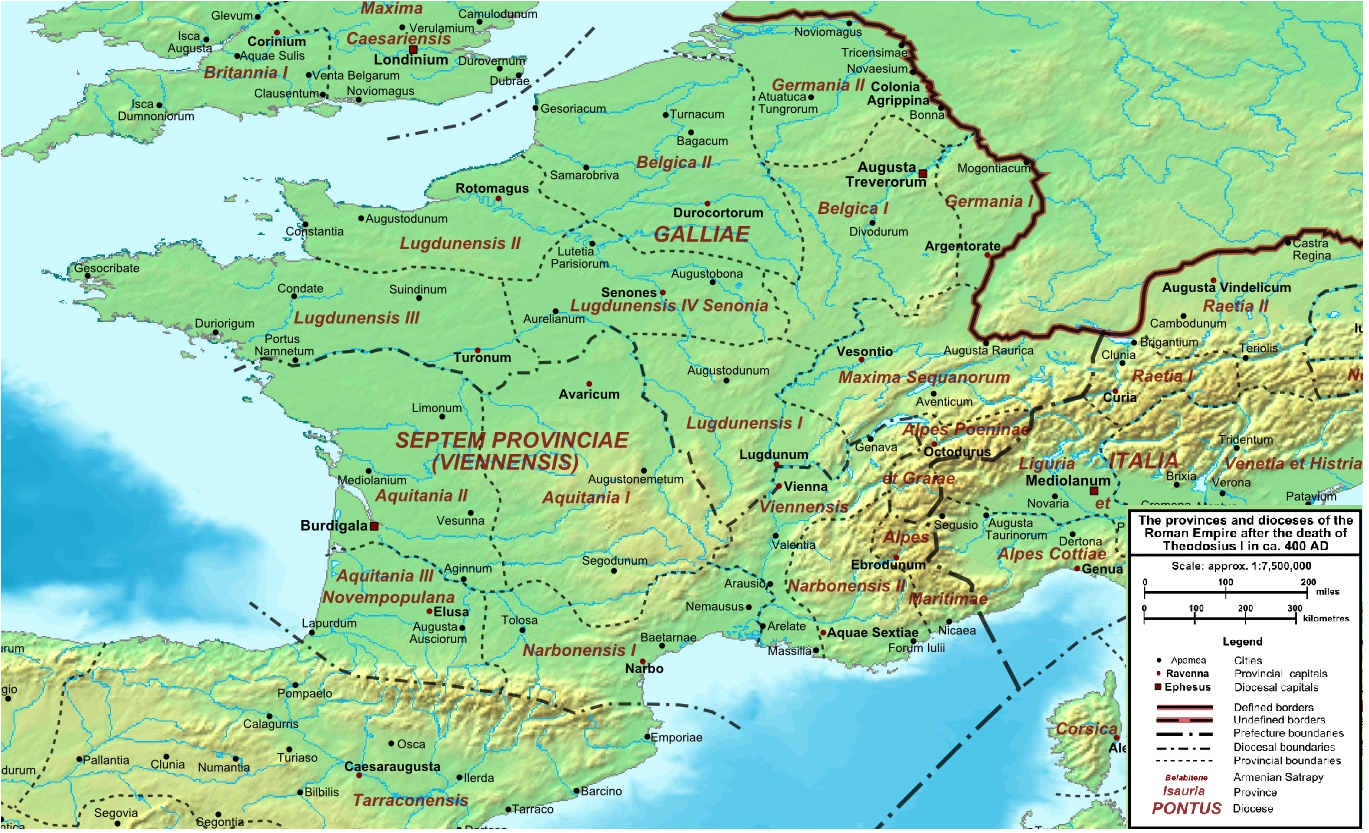
Die spätantiken Provinzen in Gallien (400 n. Chr.)
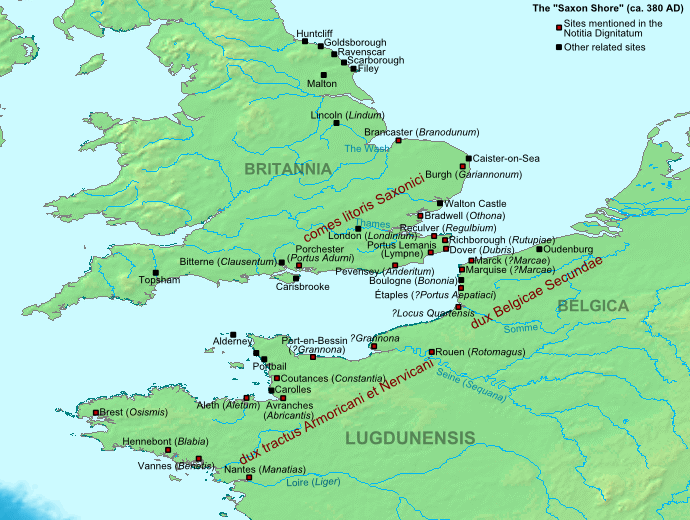
Die Sachsenküste (Litus Saxonicum) um das Jahr 380

Der Dux tractus Armoricani et Nervicani (wörtlich: „Heerführer des armorikanischen und nervischen Landstrichs“) war ein hoher Offizier in der spätrömischen Armee des Westens und Oberkommandierender der Limitanei (möglicherweise auch von Flotteneinheiten) eines Abschnitts (in etwa die Küste zwischen Boulogne und der Gironde) der sog. Sachsenküste in Gallien.
Im frühen 5. Jahrhundert könnte Germanus von Auxerre dieses Amtes bekleidet haben.

## Definition, Funktion und Kommandobereich
Das Amt wird nur in der Notitia dignitatum erwähnt und wurde vermutlich im späten 3. oder frühen 4. Jahrhundert n. Chr. unter der Herrschaft Diokletians (284 bis 305) oder Konstantin I. (306 bis 337) eingerichtet. Am kaiserlichen Hof zählte der Dux zur höchsten Rangklasse der viri spectabiles.
In der Notitia dignitatum werden für den gallischen Teil des litus Saxonicum zwei hohe Kommandostellen (Dukate) und die dazugehörigen Einheiten für die Sicherung der
- Aquitania I und II sowie der
- Lugdunensis II, III und IV/Senonia (Normandie, Bretagne, Aquitanien),

aufgezählt, der oben aufgeführte Befehlshaber und der benachbarte Dux Belgicae secundae. Wie der Comes litoris Saxonici per Britanniam kommandierte der Dux aber nur einzelne Abschnitte bzw. die Kastelle in diesen Regionen, aber wohl nicht alle Truppenaufgebote der oben angeführten Provinzen.

## Entwicklung
Im Zuge der Reichsreform unter Kaiser Diokletian wurden in Britannien und Gallien neue Militärämter eingeführt. An beiden Seiten des Ärmelkanals entstand damals der Limes der sogenannten Sachsenküste. An stark exponierten Abschnitten und Flussmündungen wurden Kastelle teilweise neu errichtet oder schon vorhandene umgebaut. Deren Besatzungen hatten die Aufgabe, Plünderer und illegale Siedler abzuwehren oder ihnen wenigstens den Zugang ins Landesinnere zu erschweren. Die Zuständigkeit für die Sicherung beider Küsten lag in der Mitte des 4. Jahrhunderts bei einem Comes Maritimi Tractus. 367 kam es zu einem Einfall mehrerer Barbarenvölker in Britannien, in dessen Verlauf die dortigen Provinzstreitkräfte zersprengt und fast zur Gänze aufgerieben wurden. Auch ihre Oberbefehlshaber fanden dabei den Tod, darunter der „Graf der Küstenregionen“, Nectaridus. Sein Zuständigkeitsbereich muss dann – spätestens um 395 – in drei Militärbezirke geteilt worden sein. Man wollte damit auch verhindern, dass ein Heerführer zu viele Einheiten unter sein Kommando bekam, und Aufständen (wie zum Beispiel die Usurpation des britischen Flottenbefehlshabers Carausius) vorbeugen. Für den gallischen Teil der Sachsenküste wurden deshalb zwei neue Dukate geschaffen. Das Kastell Grannona diente dem Dux wahrscheinlich als Hauptquartier. Er konnte die Küstenverteidigung bis Anfang des 5. Jahrhunderts aufrechterhalten.
Die in den Kastellen der Normandie und der Bretagne stationierten Limitanei dürften nach dem Zusammenbruch des Rheinlimes, 406, oder bei Ausbruch der Bagaudenaufstände, 408/409, vollständig abgezogen worden sein. Der Dux wird zwar in der Notitia noch als einer der zwölf Dux limites des Westreichs angegeben, in der Liste des Oberbefehlshabers der westlichen Fußtruppen, dem magister peditum (auch der Dux provinciae Sequanicae scheint hier nicht mehr auf), fehlt er jedoch. Anscheinend existierte das Amt zur Zeit der letzten Aktualisierung der westlichen Notitia (ca. 395–425) nicht mehr. Dies könnte eine Erklärung dafür sein, warum die Bretagne so rasch der römischen Kontrolle entglitt. Laut dem Historiker Zosimos (6.5.3) vertrieben die Provinzialen 409 die römischen Verwaltungsbeamten und erklärten sich für unabhängig. Die Althistoriker Arnold Hugh Martin Jones und John Robert Martindale vertraten die Ansicht, dass vielleicht auch der spätere Bischof von Auxerre, Germanus, dieses Amt ausübte, da auch die Lugdunensis IV in den Zuständigkeitsbereich des Dux fiel. Nach dem Studium der Rechte in Rom wurde Germanus zum advocatus des Präfekten von Auxerre und später möglicherweise auch zum Truppenbefehlshaber ernannt. In der Vita Germani des Constantius von Lyon wird erwähnt, dass ihm unter anderem der Status eines ducatus zuerkannt wurde. Es ist daher nicht ausgeschlossen, dass er vor seinem Eintritt in den Klerus, 418, das Amt des Dux bekleidete. Spätestens zwischen 450 und 460, als der Nordwesten Galliens vom Weströmischen Reich durch den Machtzuwachs der Franken abgeschnitten wurde, dürften die Strukturen des Dukats endgültig zusammengebrochen sein. Eventuell lebte das Amt noch eine Zeitlang in der romanischen Enklave des Magister militum per Gallias Aegidius fort.

## Verwaltungsstab
Das Officium (Verwaltungsstab) des Dux umfasste folgende Ämter:
- Principem ex officiis magistrorum militum praesentalium alternis annis (Kanzleivorsteher, wurde alle zwei Jahre vom Heermeister neu bestellt)
- Numerarios duos, ex utrisque officiis praesentalibus singulos (zwei Buchführer)
- Commentariensem ex utrisque officiis alternis annis (Rechtsgelehrte, für zwei Jahre bestellt)
- Adiutorem (Assistent)
- Subadiuuam (Hilfskraft)
- Regrendarium (Verwalter)
- Exceptores (Juristen)
- Singulares et reliquos officiales (Leibwächter und sonstige Beamte)

## Truppen
Zehn Tribunen und Präfekten und ihre Einheiten standen dem Dux zur Verfügung. Seine Truppenliste entsprach aber wohl längst nicht mehr der Realität als der Abschnitt der gallischen Feldarmee in der Notitia Occ. zum letzten Mal aktualisiert wurde. Diese Einheiten waren ausnahmslos Limitanei. Viele von ihnen sind identisch mit den Pseudocomitatensis der gallischen Feldarmee unter dem Kommando des Magister Equitum in Praesenti und des Magister Peditum in Praesenti. Der Magister Equitum befehligte Pseudocomitatenses, die auch in der Liste des Magister Peditum angegeben sind. Es scheint, dass diese Truppen von den Limitanei des Dux Mogontiacensis und auch des Dux der Armorica stammen.

## Distributio Numerorum
Laut der ND Occ. standen dem Dux folgende Einheiten zur Verfügung:
| Offiziere/Einheiten/Kastelle                                            | Bemerkung | Abbildung |
| ----------------------------------------------------------------------- | --- | --------- |
|                                                                         | Limitanei |           |
| Tribunus cohortis primae novae Armoricanae, Granonna in litore saxonico | Eine aus Aremoricanern rekrutierte Küstenschutzeinheit an der gallischen Sachsenküste, stationiert im Kastell Granonna. |           |
| Praefectus militum superventorum, Mannatias                             | Die genaue Bedeutung von „Superventores“ ist unklar. Da diese Einheit von einem Präfekten befehligt wurde, bedeutet dies wohl, dass sie von einer Legion abkommandiert wurde. Ammianus Marcellinus erwähnt eine Legio Superventores die bei der Belagerung der Stadt Amida eingesetzt wurde (Res gestae 18.9.3). Es ist jedoch nicht sicher, ob sie dieselbe ist wie die in der Notitia aufgelistete Truppe. Milites superventures standen ansonsten noch in der Armee des Dux Scythiae (Ostreich), vermutlich waren sie Angehörige der Hilfstruppen. Sie standen in keinem Zusammenhang mit den Superventures iuniores, in der Notitia scheinen auch keine Superventores seniores auf. |           |
| Praefectus militum Dalmatarum, Abrincatis                               | Wahrscheinlich sind die – auch beim Magister Peditum aufscheinenden – Infanteristen der Abrincateni dieselben wie die von Praefect in Abrincatis (heute Avranches) befehligte Einheit. Mit einer Ausnahme waren alle anderen „dalmatinischen“, in der Notitia angegebenen Einheiten Kavalleristen. Die andere, vom Tribunus cohortis secundae Dalmatarum unter dem Dux Britanniarum kommandierte Infanterietruppe, stand im Kastell Magnis am Hadrianswall. Da der kommandierende Offizier der Abrincateni ein Präfekt war, könnten sie ursprünglich aus einer Legion herausgezogen worden sein. Von welcher ist jedoch unbekannt. Das Schildmuster ist relativ einfach und weist einen roten Buckel auf, der von einem indigoblauen Band umgeben ist, sowie ein weißes Hauptfeld und ein roter Schildrand. Auf der 12-Uhr-Position befindet sich eine rote Scheibe, die vermutlich - stark vereinfacht - ein Kaiserporträt darstellen soll, wie es auch auf vielen anderen Schildmustern der Notitia zu finden ist. |           |
| Praefectus militum primae Flaviae                                       | Die Einheit war in der Stadt Constantia (heute Coutances) stationiert. Eine Truppe namens Prima Flavia Constantia, die unter dem Kommando des Magister militum per Orientem (Ostreich) stand und vermutlich unter Constantius I. rekrutiert wurde, steht aber wohl in keinem Zusammenhang mit dieser Truppe. Prima Flavia wurde im 4. Jahrhundert häufig für die Benennungen von Einheiten verwendet. |           |
| Praefectus militum Martensium, Aleto                                    | Vermutlich identisch mit den Martenses. Eine Einheit der Pseudocomitatenses in der Armee des Magister peditum. Eine ihrer Vexillationen scheint als Marienses in der Armee des Magister Equitum per Gallias auf. |           |
| Praefectus militum Ursariensium, Rotomago                               | Ihr Name bedeutet „die Bären“ und sie waren vermutlich einst ein Teil der rätischen Stammlegion Legio III Italica. Obwohl Limitanei, werden die Ursarienses in der gallischen Feldarmee als Angehörige der Comitatenses gelistet, anstatt als Pseudocomitatenses, wie man sich erwarten würde. Dies zeigt, dass sie wohl nach dem Zusammenbruch des Limes im Jahre 406 als eine der ersten Einheiten in die oben angeführte Feldarmee eingegliedert und aufgewertet wurden. Arnold H. M. Jones meint, dass dieser Präfekt identisch mit dem Praefectus militum Ursariensium in der Armee des Dux Raetiae ist, aber die Limitanei Aremoricas scheinen für den ursprünglichen Truppenverband dieser Einheit doch die besseren Kandidaten zu sein. |           |
| Praefectus militum Grannonensium                                        | Die sonst nirgends erwähnten Soldaten der Garronenses waren in Grannono – nicht identisch mit der Festung Grannona, wie manche Wissenschaftler annehmen oder ein Abschreibfehler der mittelalterlichen Kopisten – stationiert. |           |
| Praefectus militum Carronensium                                         | Diese Einheit, stationiert in Blabia, dürften ebenfalls ursprünglich aus Grannona stammen (vielleicht wieder ein Abschreibfehler, ein c anstatt eines g). Der Praefect dürfte also nur eine Vexillationen der Garronenses kommandiert haben. |           |
| Praefectus militum Maurorum Osismiacorum                                | Der Name bedeutet, die Soldaten der Mauren in Osismis. Dieser Offizier hatte eine Vexillation der Mauri Osismiaci unter seinem Kommando. In den Listen des Magister Peditum und des Magister equitum ist diese Truppe als geschlossene Einheit eingetragen. Trotz der großen Ähnlichkeit des Schildmusters mit dem chinesisch-taoistischen Yin und Yang ist zu beachten, dass es in chinesischen Quellen erstmals etwa 700 Jahre nach Zusammenstellung der Notitia dignitatum auftaucht. Vermutlich geht das römische Schildmuster auf ein keltisches Symbol zurück, bekannt unter anderem vom sogenannten Desborough-Mirror, ein Bronzespiegel aus den Jahren zwischen 50 vor und 50 nach Chr., gefunden 1908 in Northamptonshire, England. Solche Symbole sind ein häufig vorkommender Bestandteil der frühkeltischen Kunst, besonders auf den britischen Inseln. |           |
| Praefectus militum Maurorum Benetorum                                   | Auch dieser Offizier hatte in Benetis wohl eine Vexillation der Mauri Osismiaci unter seinem Kommando. |           |